# Grottaferrata
Grottaferrata é uma comuna italiana da região do Lácio, província de Roma, com cerca de 17.309 habitantes. Estende-se por uma área de 18 km², tendo uma densidade populacional de 962 hab/km². Faz fronteira com Castel Gandolfo, Ciampino, Frascati, Marino, Monte Porzio Catone, Monte Compatri, Rocca di Papa, Roma.
Nesta comuna acha-se a Abadia territorial de Santa Maria de Grottaferrata, Eparquia bizantina, ou seja diretamente dependente da Santa Sé.

## Demografia
| Variação demográfica do município entre 1861 e 2011                               |
|                                                                                   |
| Fonte: Istituto Nazionale di Statistica (ISTAT) - Elaboração gráfica da Wikipedia |